# Gakuto Kondo
Gakuto Kondo (Aichi, 10 februari 1981) is een Japans voetballer.

## Carrière
Gakuto Kondo tekende in 2007 bij Vissel Kobe.